# Campeonato Mundial de Atletismo de 2007 - Arremesso de peso masculino
O arremesso de peso masculino no Campeonato Mundial de Atletismo de 2007 foi realizada no Estádio Nagai, em Osaka, no Japão, no dia 25 de agosto de 2007.

## Recordes
Antes desta competição, os recordes mundiais e do campeonato nesta prova eram os seguintes:
| Tipo                  | Atleta         | Distância | Local    | Data                 |
| --------------------- | -------------- | --------- | -------- | -------------------- |
|                       | Randy Barnes   | 23,12     | Westwood | 20 de maio de 1990   |
| Recorde do campeonato | Werner Günthör | 22,23     | Roma     | 29 de agosto de 1987 |

## Medalhistas
| Ouro              | Prata             | Bronze             |
| Reese Hoffa (USA) | Adam Nelson (USA) | Rutger Smith (NED) |

## Calendário
Todos os horários estão no horário local (UTC+9)
| Data         | Horário | Fase         |
| ------------ | ------- | ------------ |
| 25 de agosto | 10:00   | Qualificação |
| 25 de agosto | 20:40   | Final        |

## Resultados

### Qualificação
Qualificação: 20,20 m (Q) ou as 12 melhores performances (q).
Grupo A
| Pos. | Atleta                        | Nacionalidade        | 1     | 2     | 3     | Marca | Notas |
| ---- | ----------------------------- | -------------------- | ----- | ----- | ----- | ----- | ----- |
| 1    | Adam Nelson                   | Estados Unidos       | X     | 20.81 |       | 20.81 | Q     |
| 2    | Joachim Olsen                 | Dinamarca            | 20.62 |       |       | 20.62 | Q     |
| 3    | Yury Bialou                   | Bielorrússia         | X     | 20.26 |       | 20.26 | Q     |
| 4    | Tomasz Majewski               | Polónia              | X     | 20.25 |       | 20.25 | Q     |
| 5    | Dorian Scott                  | Jamaica              | 19.90 | 20.01 | 19.87 | 20.01 | q     |
| 6    | Anton Lyuboslavskiy           | Rússia               | X     | 19.74 | 19.91 | 19.91 |       |
| 7    | Yves Niaré                    | França               | 19.24 | 19.62 | 19.53 | 19.62 |       |
| 8    | Milan Haborák                 | Eslováquia           | 19.50 | 19.55 | X     | 19.55 |       |
| 9    | Mika Vasara                   | Finlândia            | 19.40 | 18.91 | 19.55 | 19.55 |       |
| 10   | Pavel Lyzhyn                  | Bielorrússia         | X     | X     | 19.45 | 19.45 |       |
| 11   | Navpreet Singh                | Índia                | 19.00 | 19.34 | 19.35 | 19.35 |       |
| 12   | Sultan Abdulmajeed Al-Habashi | Arábia Saudita       | X     | X     | 19.20 | 19.20 |       |
| 13   | Germán Lauro                  | Argentina            | 19.19 | X     | 18.67 | 19.19 |       |
| 14   | Marco Antonio Verni           | Chile                | X     | X     | 18.68 | 18.68 |       |
| 15   | Noah Bryant                   | Estados Unidos       | X     | 18.58 | X     | 18.58 |       |
| 16   | Antonin Žalský                | Chéquia              | 18.41 | 18.50 | X     | 18.50 |       |
| 17   | Ivan Emilianov                | Moldávia             | 18.15 | 17.70 | 18.47 | 18.47 |       |
| —    | Peter Sack                    | Alemanha             | X     | X     | X     | NM    |       |
| —    | Hamza Alic                    | Bósnia e Herzegovina | X     | X     | X     | NM    |       |
| —    | Dragan Peric                  | Sérvia               | DNS   |       |       |       |       |

Grupo B
| Pos. | Atleta                    | Nacionalidade  | 1     | 2     | 3     | Marca | Notas  |
| ---- | ------------------------- | -------------- | ----- | ----- | ----- | ----- | ------ |
| 1    | Rutger Smith              | Países Baixos  | 21.04 |       |       | 21.04 | Q      |
| 2    | Reese Hoffa               | Estados Unidos | 20.89 |       |       | 20.89 | Q      |
| 3    | Ralf Bartels              | Alemanha       | 19.91 | 20.33 |       | 20.33 | Q      |
| 4    | Dylan Armstrong           | Canadá         | 18.62 | 20.07 | 19.65 | 20.07 | q      |
| 5    | Miran Vodovnik            | Eslovênia      | 19.51 | 19.97 | 19.11 | 19.97 | q      |
| 6    | Pavel Sofin               | Rússia         | 19.43 | 19.92 | 19.68 | 19.92 | q      |
| 7    | Scott Martin              | Austrália      | 19.71 | 19.81 | X     | 19.81 |        |
| 8    | Mikuláš Konopka           | Eslováquia     | 18.78 | X     | 19.63 | 19.63 |        |
| 9    | Petr Stehlík              | Chéquia        | 19.25 | X     | 19.51 | 19.51 |        |
| 10   | Robert Häggblom           | Finlândia      | X     | 19.29 | X     | 19.29 |        |
| 11   | Māris Urtāns              | Letônia        | X     | X     | 19.17 | 19.17 |        |
| 12   | Khalid Habash Al-Suwaidi  | Catar          | 19.09 | 18.80 | 18.75 | 19.09 |        |
| 13   | Nedzad Mulabegovic        | Croácia        | 18.69 | X     | X     | 18.69 |        |
| 14   | Milan Jotanović           | Sérvia         | 18.57 | X     | X     | 18.57 |        |
| 15   | Chang Ming Huang          | Taipé Chinesa  | 18.53 | 18.08 | 18.48 | 18.53 |        |
| 16   | Daniel Taylor             | Estados Unidos | X     | X     | 18.45 | 18.45 |        |
| 17   | Satoshi Hatase            | Japão          | 17.30 | 17.71 | 17.42 | 17.71 |        |
| 18   | Lajos Kürthy              | Hungria        | 17.56 | 17.43 | X     | 17.56 |        |
| —    | Manuel Martínez Gutiérrez | Espanha        | X     | X     | X     | NM    |        |
| —    | Andrei Mikhnevich         | Bielorrússia   | 20.23 |       |       | 20.23 | Q, DSQ |

### Final
A final ocorreu dia 25 de agosto às 20:40.
| Pos.              | Atleta            | Nacionalidade  | 1     | 2     | 3     | 4     | 5     | 6     | Marca | Notas                |
| ----------------- | ----------------- | -------------- | ----- | ----- | ----- | ----- | ----- | ----- | ----- | -------------------- |
| Medalha de ouro   | Reese Hoffa       | Estados Unidos | 21.81 | 21.64 | 22.04 | X     | 21.92 | 21.58 | 22.04 |                      |
| Medalha de prata  | Adam Nelson       | Estados Unidos | 21.47 | 21.61 | X     | X     | X     | X     | 21.61 | Recorde da temporada |
| Medalha de bronze | Rutger Smith      | Países Baixos  | 20.90 | 21.13 | 20.90 | X     | X     | X     | 21.13 |                      |
| 4                 | Tomasz Majewski   | Polónia        | 20.35 | X     | 20.37 | 20.41 | 20.07 | 20.87 | 20.87 | Recorde pessoal      |
| 5                 | Miran Vodovnik    | Eslovênia      | 19.85 | 20.42 | X     | 20.67 | 20.25 | X     | 20.67 | Recorde da temporada |
| 6                 | Ralf Bartels      | Alemanha       | 20.02 | 20.34 | X     | 20.40 | 20.45 | 20.09 | 20.45 |                      |
| 7                 | Yury Bialou       | Bielorrússia   | 20.34 | X     | X     | X     | X     | 20.34 | 20.34 |                      |
|                   |                   |                |       |       |       |       |       |       |       |                      |
| 8                 | Dylan Armstrong   | Canadá         | 20.22 | 20.23 | 19.94 |       |       |       | 20.23 |                      |
| 9                 | Pavel Sofin       | Rússia         | 19.62 | X     | X     |       |       |       | 19.62 |                      |
| —                 | Dorian Scott      | Jamaica        | X     | X     | X     |       |       |       | NM    |                      |
| —                 | Joachim Olsen     | Dinamarca      | X     | X     | X     |       |       |       | NM    |                      |
| —                 | Andrei Mikhnevich | Bielorrússia   | 19.97 | 21.27 | 20.88 | 20.75 | 20.61 | X     | 21.27 | DSQ                  |

Legenda
| Recorde mundial       | Recorde mundial (World record)               |                       | Recorde africano                      | Recorde africano (African) |                                           | Q | Classificado por posição (Qualified) |
| Recorde do campeonato | Recorde do campeonato (Championship record)  | Recorde da América    | Recorde da América (Americas)         | q                          | Classificado por melhor tempo (Qualified) |   |                                      |
| Melhor marca do ano   | Melhor marca do ano (World leading)          | Recorde asiático      | Recorde asiático (Asian)              | DNS                        | Não largou (Did not start)                |   |                                      |
| Recorde nacional      | Recorde nacional (National record)           | Recorde europeu       | Recorde europeu (European)            | DNF                        | Não terminou (Did not finish)             |   |                                      |
| Recorde pessoal       | Recorde pessoal do atleta (Personal best)    | Recorde da Oceania    | Recorde da Oceania (Oceania)          | DSQ / DQ                   | Desclassificado (Disqualified)            |   |                                      |
| Recorde da temporada  | Recorde da temporada do atleta (Season best) | Recorde sul-americano | Recorde sul-americano (South America) | NM                         | Sem marca (No mark)                       |   |                                      |